# Categoria dei militari di truppa
La categoria dei militari di truppa è un ruolo delle forze armate italiane, costituita da coscritti al servizio di leva nonché dal personale dei ruoli dei VFI e VFT.

## Storia
Tradizionalmente fino ai primi anni 2000 era costituita essenzialmente da coscritti chiamati alle armi per l'espletamento del servizio militare di leva in Italia, e successivamente anche da volontari in ferma breve e volontari in ferma annuale (questi ultimi a partire dal 1999).
In base alle disposizioni della legge 14 novembre 2000, n. 331 e del d.lgs 8 maggio 2001 n. 215, venne sancito il passaggio, a far data dal 1º gennaio 2007, la sospensione del servizio di leva ed il passaggio ad una composizione delle forze armate italiane, in tempo di pace, completamente volontaria.
La legge 23 agosto 2004, n. 226 anticipò i termini, stabilendo quale data 1º gennaio 2005 la sospensione delle chiamate al servizio militare di leva in Italia. In tempo di pace essa è quindi costituita dai volontari in ferma prefissata, appartenenti appunto a tale categoria.
Ulteriori modifiche sono state introdotte con la legge 5 agosto 2022, n. 119.

## Caratteristiche
In seguito alla sospensione del servizio militare di leva in Italia, è composta da volontari in periodi di ferma variabili. I distintivi di grado vengono portati in diversi formati a seconda della tenuta su cui sono apposti.  L'abbreviazione utilizzata nei documenti è "C.le", è equivalente al codice di grado NATO OR-2.
I militari di truppa costituiscono la categoria base di tutto il personale militare, la cui regolamentazione giuridica è strettamente connessa con il sistema di reclutamento adottato: obbligatorio (di leva) o volontario (a domanda).

## Gradi
Il d.lgs 12 maggio 1995, n. 196 disciplina i gradi di questo personale e in particolare è prevista per i militari di truppa la seguente successione di gradi, con le relative corrispondenze:
- soldato, corrispondente a comune di seconda classe della Marina e aviere dell'Aeronautica
- caporale, grado tradizionale, corrispondente a comune di prima classe della Marina e aviere scelto dell'Aeronautica. Ai sensi del d.lgs 11 febbraio 2014 n. 8 i VFP1 non possono più accedere al ruolo dei caporali, essendo ora possibilità riservata solo ai VFP4,[6] previo giudizio di idoneità.
- caporal maggiore, corrispondente a sottocapo della Marina e Primo Aviere dell'aeronautica.
- primo caporal maggiore VFP4, introdotto con la legge 5 agosto 2022, n. 119, entrata in vigore il 28 agosto successivo, che ha anche istituito il grado superiore di Graduato